# 半邊藍天
《半邊藍天》為NHK於2018年4月2日至2018年9月29日播出的第98部晨間小說連續劇，由永野芽郁主演。

## 企劃與製作
時間設定於大阪萬博隔年的1971年，出生於岐阜縣東美濃市梟町一個小村莊食堂的女主角鈴愛，是個活潑有朝氣的小女孩。然而，她在小學的時候因為生病（流行性腮腺炎）而造成左耳失聰，卻沒因此而氣餒，在父母與青梅竹馬的鼓勵下繼續開朗的活著。在高中畢業後，擁有豐富想像力的她以成為漫畫家為目標前往東京，在老師與同伴的切磋琢磨下努力奮鬥，而後結婚並誕下女兒。但是，在泡沫時代結束後，她與丈夫離婚，成為單親媽媽的她帶著女兒返鄉，此時的她仍不知道，一個巨大的轉機正等著她。
2017年2月22日公布製作相關事宜，徵選參與人數共2366名，6月20日正式發表由17歲的永野芽郁擔任女主角，8月22日公布其他演員人選，10月23日於惠那市岩村町正式開鏡。本劇為永野芽郁的晨間劇處女作。2018年8月17日正式殺青。

## 劇情簡介
時間是1971年的岐阜，榆野家產下了他們家第一個小女嬰，取名為鈴愛（永野芽郁 飾）；而同一天同一間醫院，萩尾家的小男嬰也誕生了，取名為律（佐藤健 飾），這造就了這兩人一生的不解之緣。過了9年，小學三年級的鈴愛仍然與阿律是青梅竹馬，但鈴愛活潑好動，阿律冷靜聰明。然而過了不久，鈴愛的左耳因為腮腺炎而失去聽覺，但是她不以為意，反而覺得只有一邊聽的到下雨的聲音而覺得有趣，也因為她有如此樂觀積極的心態及豐富的想像力，她嚮往成為一名漫畫家，決定在高中畢業後隻身前往東京向偶像秋風羽織（豐川悅司 飾）學習，紡織出她精彩的半生......

## 拍攝地

### 拍攝地點圖片

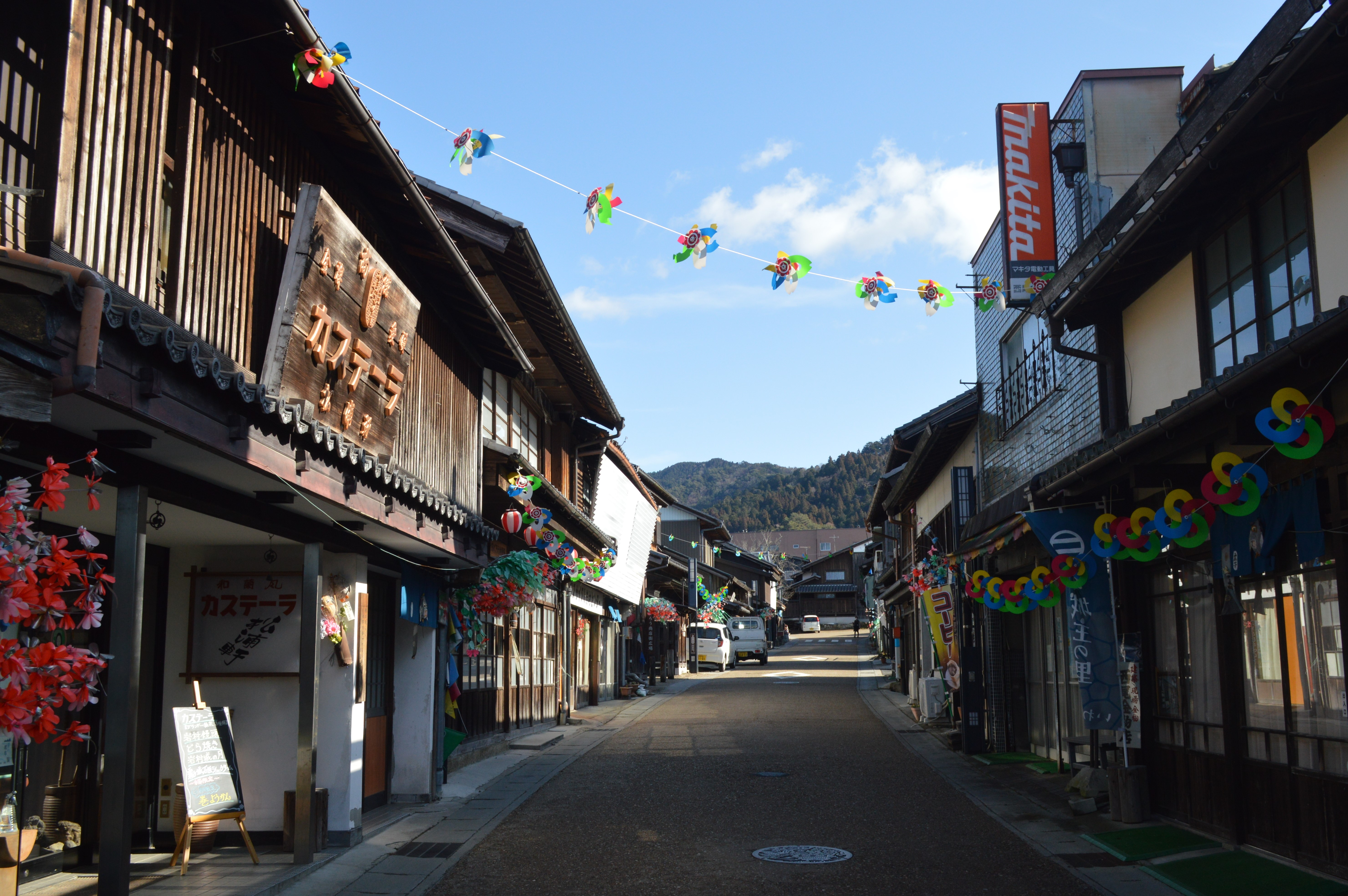
岐阜縣惠那市岩村町本街（貓頭鷹商店街攝影地）[7]。
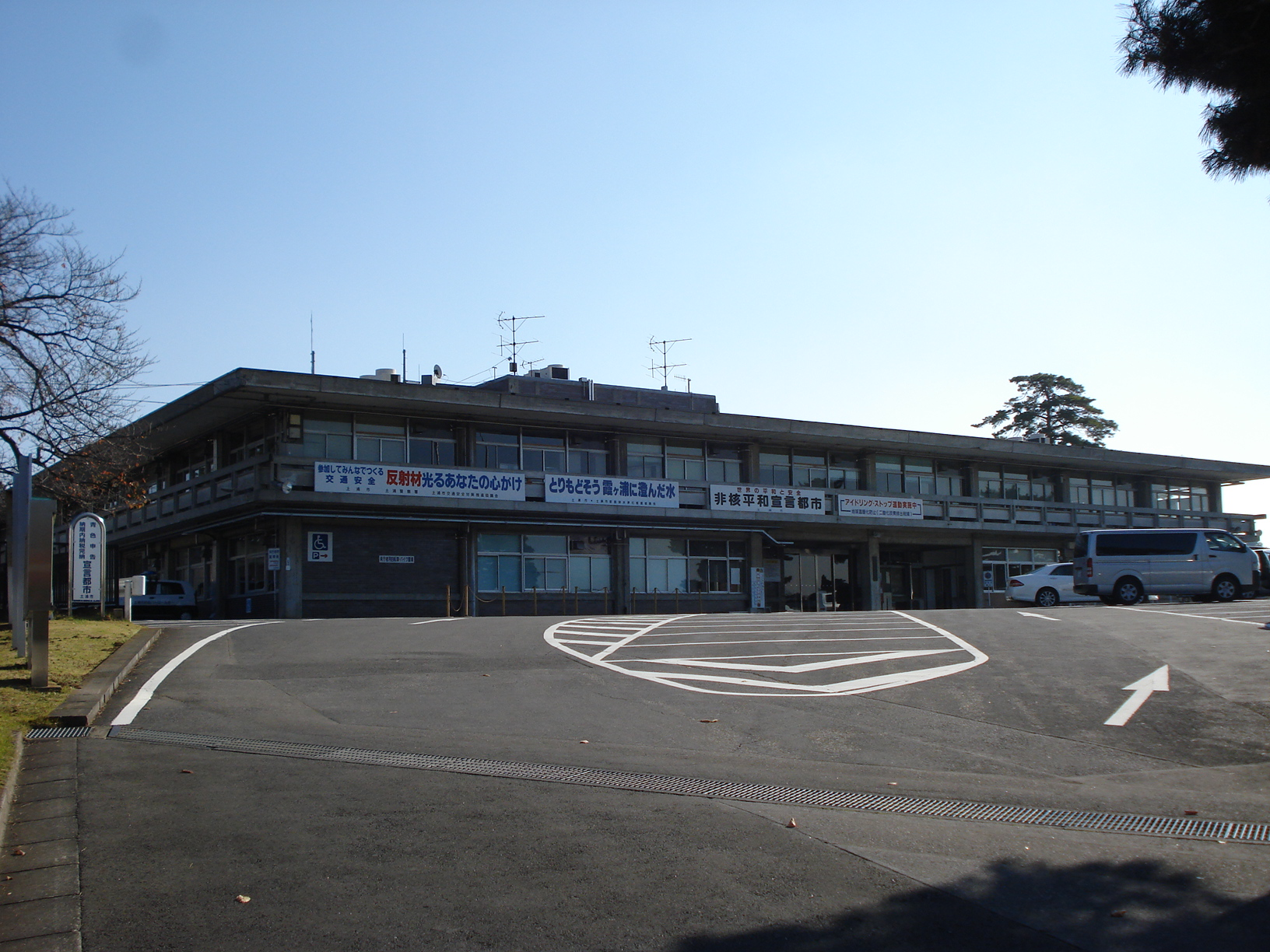
茨城縣土浦市舊土浦市公所廳舍（岐阜的公車轉運站）[8]。
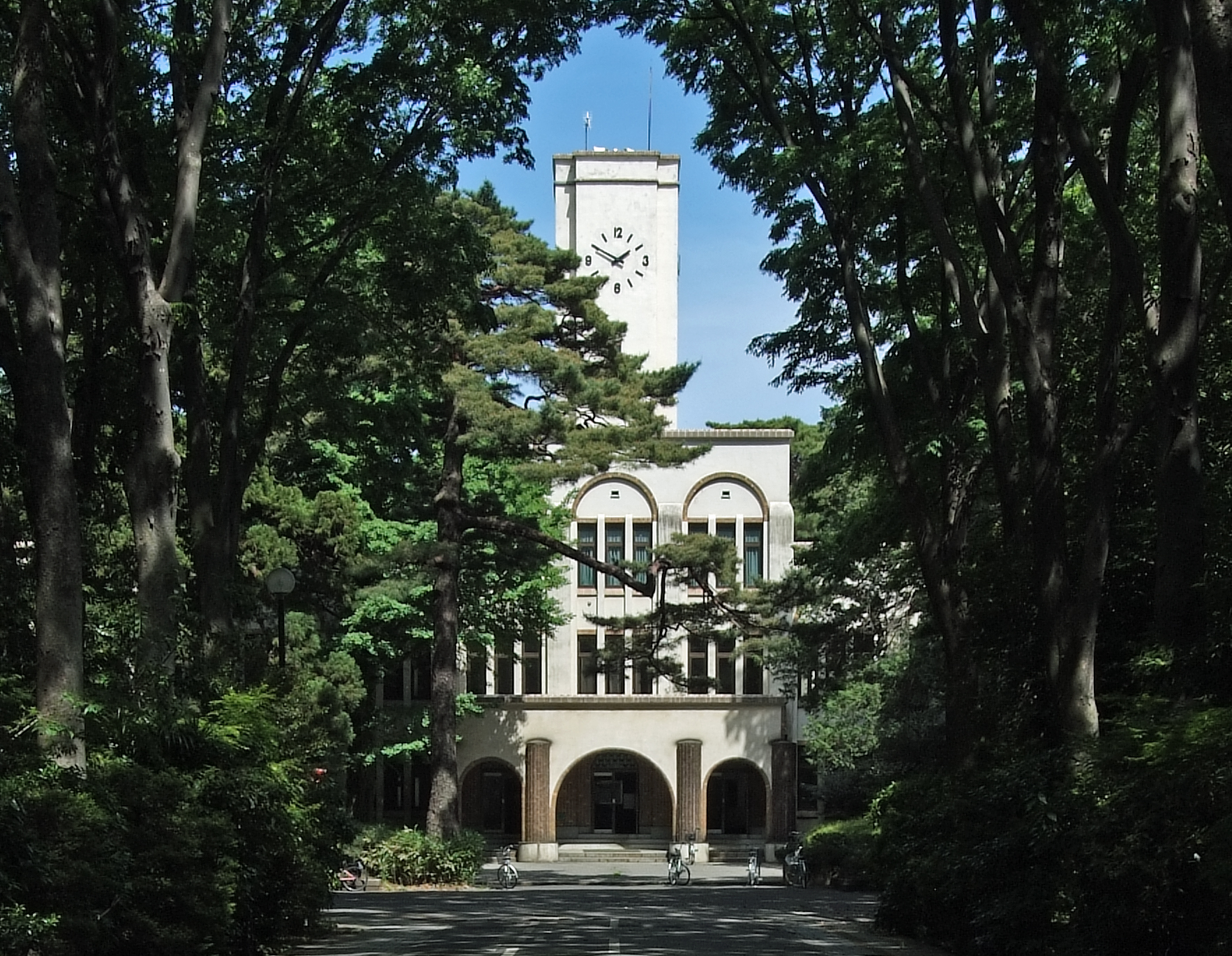
東京都府中市東京農工大學農學部本館（阿律就讀的西北大學）[9]。
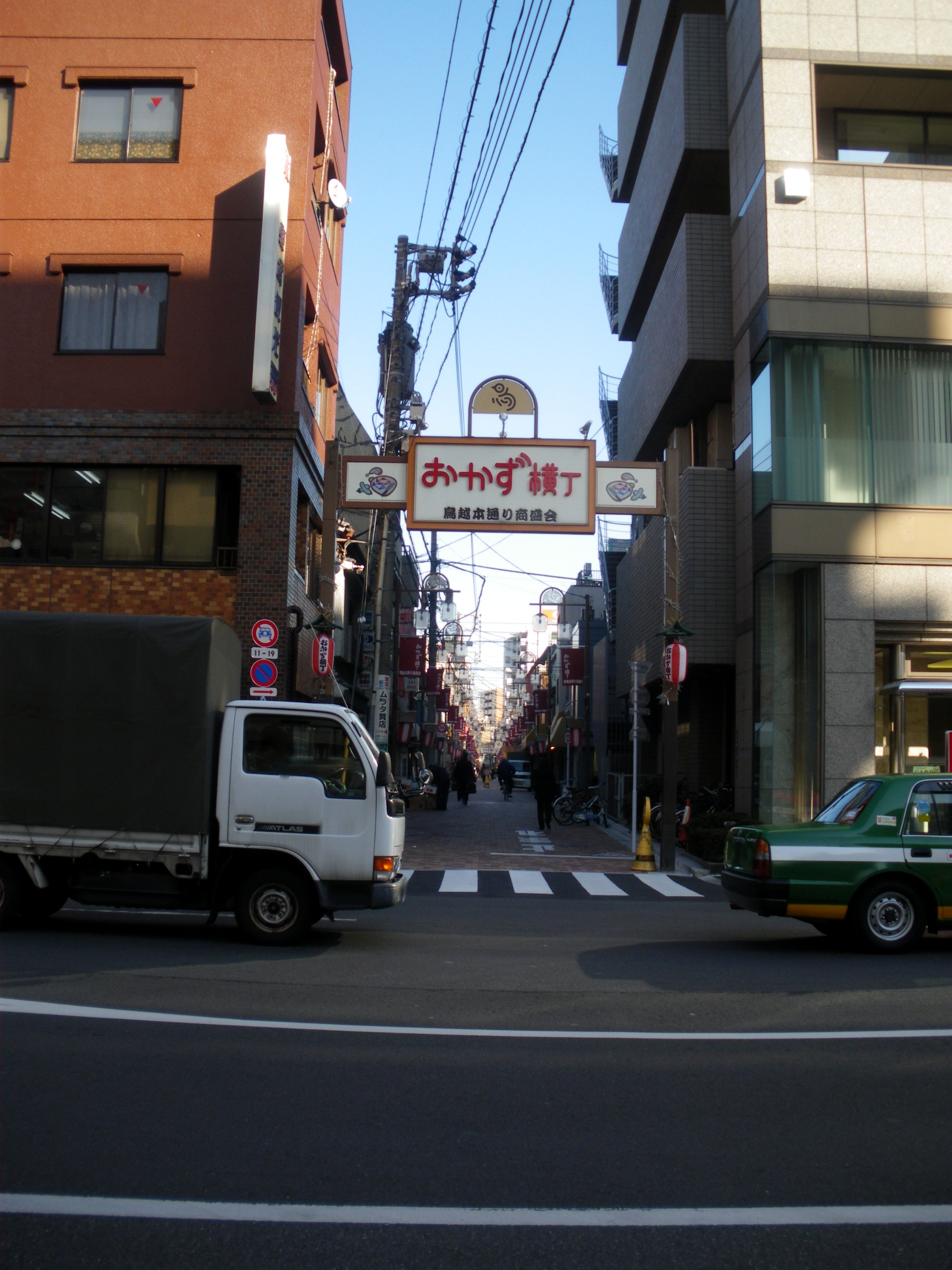
東京都台東區配菜橫丁（奇妙仙子辦公室附近的商店街）[10][11]。
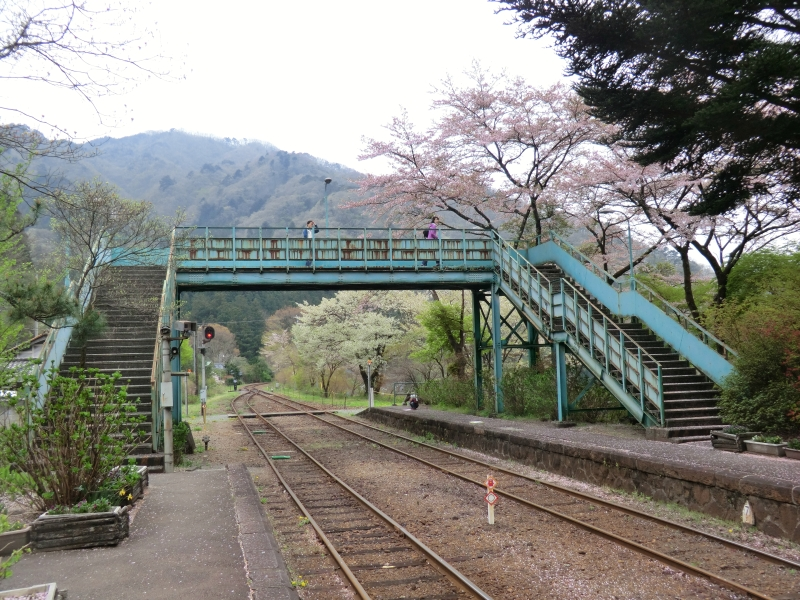
群馬縣綠市渡良瀨溪谷鐵道澤入站（鈴愛與阿律相遇的夏蟲站）[12][13]。

## 登場人物

### 主角
- 榆野鈴愛→森山鈴愛→榆野鈴愛：永野芽郁（幼少期：矢崎由紗）（香港配音：凌晞）

本劇主角。

### 岐阜的人們

#### 榆野家
- 榆野宇太郎：瀧藤賢一（香港配音：李錦綸）

鈴愛的父親。
- 榆野晴：松雪泰子（香港配音：曾秀清）

鈴愛的母親。
- 榆野仙吉：中村雅俊（香港配音：張炳強）

鈴愛的祖父。
- 榆野廉子／旁白：風吹純（香港配音：蔡惠萍）

鈴愛的祖母。
- 榆野草太：上村海成（日语：上村海成）（幼少期：志水透哉）（香港配音：陳灝瑋、廖杏茵（幼年時代））

鈴愛的弟弟。
- 榆野里子：咲坂實杏（日语：咲坂実杏）（香港配音：陳皓宜）

草太的妻子。
- 健人：小關裕太（香港配音：曹啟謙）

在榆野家食堂實習的青年。
- 森山花野→榆野花野：山崎莉里那（日语：山崎莉里那）（香港配音：葉曉欣）

鈴愛的女兒。
- 榆野大地：田中黎（香港配音：魏惠娥）

草太的兒子。

#### 萩尾家
- 萩尾律：佐藤健（幼少期：高村佳偉人）（香港配音：李凱傑、陳琴雲（幼年時代））

鈴愛的青梅竹馬。
- 萩尾和子：原田知世（香港配音：謝潔貞）

阿律的母親。
- 萩尾彌一：谷原章介（香港配音：翟耀輝）

阿律的父親。
- 萩尾賴子（萩尾より子）：石橋靜河（香港配音：詹健兒）

阿律的前妻。
- 萩尾翼：山城琉飛（香港配音：黃昕瑜）

阿律的兒子。

#### 西園寺家
- 西園寺龍之介：矢本悠馬（幼少期：大竹悠義）（香港配音：張方正、李潤知（幼年時代））

鈴愛的同學。
- 西園寺滿：六角精兒（日语：六角精児）（香港配音：陳永信）

龍之介的父親。
- 西園寺富子：廣岡由里子（日语：広岡由里子）（香港配音：伍秀霞）

龍之介的母親。
- 西園寺麗子：山田真步（日语：山田真歩）（幼少期：幸田雛子）（香港配音：何璐怡）

龍之介的姐姐。

#### 木田原家
- 木田原菜生→西園寺菜生：奈緒（幼少期：西澤愛菜）（香港配音：成瑤孆）

鈴愛的同學。
- 木田原五郎：高木涉（香港配音：葉振聲）

菜生的父親。
- 木田原幸子：池谷伸枝（日语：池谷のぶえ）（香港配音：林丹鳳）

菜生的母親。

#### 岐阜的其他人們
- 岡田貴美香：余貴美子（香港配音：陸惠玲）

岡田醫院的女醫生。
- 須鄉：加藤千佳（香港配音：魏惠娥）

岡田醫院的護士。
- 豐島老師：佐藤夕美子（日语：佐藤夕美子）（香港配音：梁少霞）

鈴愛在小學的班導師。
- 山田老師：尾關伸次（日语：尾関伸次）（香港配音：黃啟昌）

鈴愛在高中的班導師。
- 勅使河原：春海四方（日语：春海四方）（香港配音：朱子聰→林國雄）

鈴愛在高中的歷史老師。
- 愛菜（マナ）：靜麻波（日语：静麻波）

鈴愛的同學。
- 由佳里（ゆかり）：飯田來麗（日语：飯田來麗）（香港配音：廖杏茵）

鈴愛在高中美術社的同學。
- 香織：塚本小百合（香港配音：葉曉欣）

鈴愛在高中美術社的同學。
- 雅子（まさこ）：布施繪理（日语：ふせえり）（香港配音：沈小蘭）

喫茶店「燈火」的女老闆。
- 友永：菊池聰（日语：スマイリーキクチ）（香港配音：張錦江）

商店街理髮店的老闆。
- 小林：森優作（日语：森優作）（香港配音：胡家豪）

鈴愛的初戀對象。
- 西村：酒向芳（日语：酒向芳）（香港配音：招世亮）

東美濃農業協會的職員。

### 東京的人們

#### 漫畫工作室「奇妙仙子辦公室」
- 秋風羽織：豐川悅司（香港配音：陳欣）

少女漫畫家，鈴愛的老師。
- 菱本若菜：井川遙（香港配音：鄭麗麗）

秋風的秘書。
- 小宮裕子→淺葱裕子：清野菜名（香港配音：何寶珊）

秋風的助理。
- 藤堂誠：志尊淳（香港配音：黃積權）

秋風的助理。
- 中野：河井克夫（日语：河井克夫）（香港配音：張錦江）

秋風的助理。
- 野方：貓田直（日语：猫田直）（香港配音：梁少霞）

秋風的助理。
- 雙胞胎：MIO、YAE（日语：MIO (女優)）（香港配音：陳皓宜）

工作室所雇用的女僕。
- 由香（ユカ）：藤松祥子（日语：藤松祥子）

鈴愛的助理。
- 小丸（マル）：佐藤睦（日语：佐藤睦）

鈴愛的助理。
- 小柳：芹澤尚哉（日语：芹沢尚哉）

裕子的助理。

#### 電影製作公司「Cool Flat」
- 森山涼次：間宮祥太朗（香港配音：李鎮然）

鈴愛的前夫，電影公司的助理導演。
- 元住吉祥平：齋藤工（香港配音：梁偉德）

電影公司的導演。

#### 百元商店「百元商店大納言」
- 藤村光江：木村綠子（香港配音：袁淑珍）

藤村家的二姐。
- 藤村麥：麻生祐未（香港配音：雷碧娜）

藤村家的三姐。
- 藤村瑪麗（藤村めあり）：須藤理彩（香港配音：劉惠雲）

藤村家的小妹。
- 藤村權藏：仲田育史

藤村四姐妹的父親，涼次的祖父。
- 田邊一郎：嶋田久作（日语：嶋田久作）（香港配音：招世亮）

百元商店的店長。

#### 出版社的人們
- 北野總編：近藤芳正 （香港配音：劉昭文）

出版社「散英社」的漫畫雜誌「太陽花月刊」的總編。
- 真鍋：安井順平（日语：安井順平）（香港配音：蘇強文）

出版社「散英社」的編輯。
- 小杉誠：大野泰廣（日语：大野泰広）（香港配音：雷霆）

出版社「散英社」的編輯。
- 楠木洋平：清水伸（日语：清水伸）（香港配音：陳卓智）

出版社「散英社」的編輯，裕子最初的責任編輯。
- 飯野：遠藤弘章

出版社「散英社」的編輯，鈴愛最初的責任編輯。
- 藤真由美：太田綠羅蘭絲（香港配音：林元春）

出版社「散英社」的編輯，裕子後來的責任編輯。
- 黑崎良平：古澤裕介（香港配音：劉奕希）

出版社「草萌書房」的編輯，自阿誠高中時便注意到他的才華。
- 江口正樹：中野剛（日语：中野剛）（香港配音：招世亮）

出版社「丸山出版」的月刊編輯。
- 艾美總編：木下政治（日语：木下政治）（香港配音：葉振聲）

講談館出版社「月刊艾美」的總編。
- 吾妻：丸一太（香港配音：陳卓智）

講談館出版社「月刊艾美」的編輯。

#### 西北大學的人們
- 朝井正人：中村倫也（香港配音：李致林）

阿律的大學同學。
- 伊藤清：古畑星夏（香港配音：羅孔柔）

阿律的初戀對象。
- 宇佐川乙郎：塚本晉也（香港配音：陳永信）

西北大學理工學院的教授。
- 高峰：磯部莉菜子

宇佐川教授研究室的研究生。

#### 獨立創業的人們
- 津曲雅彥：有田哲平（香港配音：陳卓智）

企劃公司的老闆。
- 加藤惠子：小西真奈美（香港配音：張頌欣）

津曲的妹妹，家庭主婦。

#### 東京的其他人們
- 志郎（シロウ）：東根作壽英（日语：東根作寿英）（香港配音：麥皓豐→黃啟昌）

喫茶店「面影」的老闆。
- 女性：高嶋菜七（日语：高嶋菜七）

在喫茶店「面影」與阿律約會的女性。
- DJ：鈴木寬（日语：パパイヤ鈴木）

夜店「Mahajaro」的DJ。
- 醫生：山寺宏一（香港配音：朱子聰）

幫忙秋風檢查癌症的醫生。
- 大叔：角田晃廣（香港配音：雷霆）

在秋風屋附近的公園與裕子約會的大叔。
- 淺蔥洋二：山中崇（日语：山中崇）（香港配音：關令翹）

裕子的丈夫。
- 堀井：崎本大海（日语：崎本大海）

裕子介紹給鈴愛的相親對象。
- 東雲：大方斐紗子（日语：大方斐紗子）（香港配音：林丹鳳）

百元商店「百元商店大納言」的常客。
- 美紀（ミキ）：八城優（日语：やしろ優）（香港配音：林元春）

帽子教室「三月兔」的學生。
- 良子：青山美琦（日语：青山めぐ）

田邊的交往對象。
- 佐野弓子：若村麻由美（香港配音：陸惠玲）

人氣小說「沒有名字的鳥」的作者。
- 斑目賢治：矢島健一（日语：矢島健一）（香港配音：劉昭文）

電影「追憶的蝸牛2」的執行特別製作人。
- 橫田：渡部紘士（日语：渡辺コウジ）（香港配音：鄧志堅）

佐野的責任編輯。
- 岡田：飯尾和樹（日语：飯尾和樹）（香港配音：葉振聲）

電視郵購節目的製作人。
- 小堺：大窪人衛（香港配音：胡家豪）

在津曲的公司工作的設計師。
- 南村徹司：山崎樹範（日语：山崎樹範）（香港配音：劉奕希）

阿律在大學的學長。
- 早乙女：川守田政人（日语：川守田政人）（香港配音：蕭徽勇）

菱松電機東京總部的社員。
- 部下：大津尋葵（日语：大津尋葵）

阿律在菱松電機的部下。
- 部長：奧田達士（日语：奥田達士）

阿律在菱松電機的部長。
- 修次郎：荒木飛羽（香港配音：鍾見麟）

津曲的兒子。

### 其他人物
- 醫生：真島秀和（香港配音：蘇強文）

名古屋大學醫院的耳鼻喉科醫生，貴美香的大學後輩。
- 小倉瞳：佐藤江梨子（香港配音：劉惠雲）

東京的渡假村開發公司的員工。
- 神崎徹（神崎トオル）：鈴木伸之（香港配音：關令翹）

東京的渡假村開發公司的員工。
- 部長：齋藤步（日语：斎藤歩）（香港配音：雷霆）

東京的渡假村開發公司的部長。
- 電視節目人聲：原口晶匡（日语：原口あきまさ）

電視節目「紅鯨團」的演員。
- 落語人聲：柳家喬太郎（日语：柳家喬太郎）（香港配音：黃啟昌）

小林收聽的落語錄音帶的人聲。
- 自由主播：加藤綾子（香港配音：張頌欣）

在名古屋舉辦的秋風見面會的主持人。
- 阿誠的母親：真山亞子（香港配音：黃玉娟）

勸阿誠放棄漫畫跟同性戀，以返鄉繼承和服店而寄信給他。
- 電視人聲：神奈月（日语：神奈月）

2002年日韓世界盃的比賽解說員。
- 小川友美：大西禮芳（日语：大西礼芳）（香港配音：陳琴雲）

阿律與正人在高中考試途中拯救的小狗的飼主。
- 鏡子聲音、評分聲音：小野大輔

鈴愛發明的鏡子及DVD的人聲。
- 美女：山崎愛香

鈴愛發明的DVD的演出者。
- 帥哥：小柳津林太郎（日语：小柳津林太郎）

鈴愛發明的DVD的演出者。

## 播出日程
| 1                                                       | 1－6     | 2018年4月2日－4月7日 （好想出生！）   | 田中健二            | 20.1% |
| 2                                                       | 7－12    | 4月9日－4月14日 （好想聽到！）        | 田中健二            | 20.0% |
| 3                                                       | 13－18   | 4月16日－4月21日 （好想談戀愛！）     | 田中健二            | 19.8% |
| 4                                                       | 19－24   | 4月23日－4月28日 （好想有夢想！）     | 土井祥平            | 19.6% |
| 5                                                       | 25－30   | 4月30日－5月5日 （好想去東京！）      | 土井祥平            | 18.5% |
| 6                                                       | 31－36   | 5月7日－5月12日 （好想大聲呼喊！）    | 田中健二            | 19.8% |
| 7                                                       | 37－42   | 5月14日－5月19日 （好想道歉！）       | 土井祥平            | 20.1% |
| 8                                                       | 43－48   | 5月21日－5月26日 （好想幫忙！）       | 橋爪紳一朗          | 20.8% |
| 9                                                       | 49－54   | 5月28日－6月2日 （好想見面！）        | 田中健二            | 20.2% |
| 10                                                      | 55－60   | 6月4日－6月9日 （好想呼吸！）         | 土井祥平            | 20.2% |
| 11                                                      | 61－66   | 6月11日－6月16日 （好想出道！）       | 橋爪紳一朗          | 21.2% |
| 12                                                      | 67－72   | 6月19日－6月23日 （好想結婚！）       | 田中健二            | 21.6% |
| 13                                                      | 73－78   | 6月25日－6月30日 （好想有工作！）     | 田中健二 橋爪紳一朗 | 21.3% |
| 14                                                      | 79－84   | 7月2日－7月7日 （好想振翅高飛！）     | 田中健二            | 22.3% |
| 15                                                      | 85－90   | 7月9日－7月14日 （好想互相依靠！）    | 橋爪紳一朗          | 21.9% |
| 16                                                      | 91－96   | 7月16日－7月21日 （好想抱著你！）     | 田中健二            | 21.3% |
| 17                                                      | 97－102  | 7月23日－7月28日 （好想支持你！）     | 深川貴志            | 21.5% |
| 18                                                      | 103－108 | 7月30日－8月4日 （好想回家！）        | 深川貴志            | 21.2% |
| 19                                                      | 109－114 | 8月6日－8月11日 （好想哭！）          | 橋爪紳一朗          | 21.4% |
| 20                                                      | 115－120 | 8月13日－8月18日 （好想開始！）       | 土井祥平            | 21.2% |
| 21                                                      | 121－126 | 8月20日－8月25日 （好想活下去！）     | 橋爪國臣 田中健二   | 22.2% |
| 22                                                      | 127－132 | 8月27日－9月1日 （好想做些什麼！）    | 橋爪紳一朗          | 22.3% |
| 23                                                      | 133－138 | 9月3日－9月8日 （好想相信！）         | 土井祥平            | 22.2% |
| 24                                                      | 139－144 | 9月10日－9月15日 （好想了解風！）     | 二見大輔            | 22.1% |
| 25                                                      | 145－150 | 9月17日－9月22日 （好想和你在一起！） | 宇佐川隆史 田中健二 | 21.9% |
| 26                                                      | 151－156 | 9月24日－9月29日 （好想得到幸福！）   | 田中健二            | 22.8% |
| 平均收視率21.1%（收視率由Video Research於關東地區統計） |          |                                       |                     |       |

### 播放變更
- 2018年6月18日，因發生2018年大阪地震，當日播出的第67話（首播、重播）改為6月19日同時段播出。
- 2018年6月19日，當日播出的第68話（首播、重播）延後15分鐘播出。
- 2018年8月6日，因直播廣島和平紀念典禮，第109話首播延後38分鐘播出。
- 2018年9月6日，因發生2018年北海道地震，當日播出的第136話（首播、重播）改為9月7日同時段播出。

## 製作團隊
- 編劇：北川悅吏子
- 音樂：菅野祐悟
- 主題曲：星野源[14]
- 旁白：風吹純
- 《一半，藍色。》一週回顧與5分鐘搶先看主持人：高橋聰美（日语：高橋さとみ）（NHK主播）
- 岐阜方言指導：尾關伸次（日语：尾関伸次）
- 導演：田中健二、土井祥平、橋爪紳一朗、深川貴志、橋爪國臣、二見大輔、宇佐川隆史
- 製作人：松園武大
- 製作統籌：勝田夏子

## 獲獎
| 年份   | 名稱                      | 獎項     | 得獎者                                                                   | 結果 |
| ------ | ------------------------- | -------- | ------------------------------------------------------------------------ | ---- |
| 2018年 | 第13回 CONFiDENCE日劇大獎 | 女主角賞 | 永野芽郁                                                                 | 獲獎 |
| 2018年 | 第13回 CONFiDENCE日劇大獎 | 男配角賞 | 佐藤健                                                                   | 獲獎 |
| 2018年 | 第98回日劇學院賞          | 作品賞   | 一半，藍色。                                                             | 提名 |
| 2018年 | 第98回日劇學院賞          | 女主角賞 | 永野芽郁                                                                 | 獲獎 |
| 2018年 | 第98回日劇學院賞          | 男配角賞 | 佐藤健                                                                   | 獲獎 |
| 2018年 | 第98回日劇學院賞          | 男配角賞 | 豐川悅司                                                                 | 提名 |
| 2018年 | 第98回日劇學院賞          | 女配角賞 | 松雪泰子                                                                 | 提名 |
| 2018年 | 第98回日劇學院賞          | 女配角賞 | 原田知世                                                                 | 提名 |
| 2018年 | 第98回日劇學院賞          | 主題曲賞 | 《IDEA》星野源                                                           | 獲獎 |
| 2018年 | 第98回日劇學院賞          | 導演賞   | 田中健二、土井祥平、橋爪紳一朗、深川貴志、橋爪國臣、二見大輔、宇佐川隆史 | 提名 |
| 2018年 | 第98回日劇學院賞          | 劇本賞   | 北川悅吏子                                                               | 提名 |

## 外部連結
- NHK官方網站（日語）
- 一半，藍色。的X（前Twitter）
- 一半，藍色。的Instagram帳戶
- 緯來日本台官方網站 （页面存档备份，存于）（繁體中文）

| 日本 NHK 連續電視小說                   | 日本 NHK 連續電視小說                  | 日本 NHK 連續電視小說 |
| --------------------------------------- | -------------------------------------- | --------------------- |
|                                         | 一半，藍色。 （2018年4月2日－9月29日） |                       |
| 笑天家 （2017年10月2日－2018年3月31日） | 萬福 （2018年10月1日－2019年3月30日）  |                       |

| 臺灣 緯來日本台 週一至週五 22:00 - 23:00 6月5日起週一至週五21:00 - 22:00 | 臺灣 緯來日本台 週一至週五 22:00 - 23:00 6月5日起週一至週五21:00 - 22:00 | 臺灣 緯來日本台 週一至週五 22:00 - 23:00 6月5日起週一至週五21:00 - 22:00 |
| ------------------------------------------------------------------------ | ------------------------------------------------------------------------ | ------------------------------------------------------------------------ |
|                                                                          | 半邊藍天 （2019年5月23日－2019年8月5日）                                 |                                                                          |
| 房仲女王大逆襲 （2019年5月9日－2019年5月22日）                           | 白色巨塔2019 （2019年8月6日－）                                          |                                                                          |

| 香港 J2 每日 18:30 - 19:30 （如當日為賽馬夜將改為17:30 - 18:30／18:00 - 19:00播出） 1月25日至2月13日改為逢星期一至五 18:25-19:00及六、日 18:30 - 19:30 | 香港 J2 每日 18:30 - 19:30 （如當日為賽馬夜將改為17:30 - 18:30／18:00 - 19:00播出） 1月25日至2月13日改為逢星期一至五 18:25-19:00及六、日 18:30 - 19:30 | 香港 J2 每日 18:30 - 19:30 （如當日為賽馬夜將改為17:30 - 18:30／18:00 - 19:00播出） 1月25日至2月13日改為逢星期一至五 18:25-19:00及六、日 18:30 - 19:30 |
| --- | --- | --- |
| | 半邊藍天 （2020年12月22日－2021年2月16日） | |
| 情侶經理人（重播） （2020年11月30日－2020年12月21日） 【12月9日賽馬夜暫停】                                                                            | 以家人之名 （2021年2月18日－2021年3月29日） | |

| 臺灣 大愛電視 週一至週五 21:00 - 21:30    | 臺灣 大愛電視 週一至週五 21:00 - 21:30     | 臺灣 大愛電視 週一至週五 21:00 - 21:30 |
| ----------------------------------------- | ------------------------------------------ | -------------------------------------- |
|                                           | 半邊藍天 （2022年11月23日－2023年3月10日） |                                        |
| 小梅醫師 （2022年8月5日－2022年11月22日） | 小希 （2023年3月13日－）                   |                                        |